# Guerra loca
Guerra loca (en francés: guerre folle), es la denominación de la guerra de independencia de Bretaña que enfrentó, entre 1485 y 1488, a una facción nobiliaria (continuación de la Ligue du Bien public de 1465 y la Praguerie de 1440) contra el poder real francés, representado por Ana de Francia o de Beaujeu, regente tras la muerte de Luis XI (1483) en nombre de su joven hermano Carlos VIII de Francia. La victoria de la regente significó un nuevo fortalecimiento de la monarquía autoritaria y la incorporación de facto de Bretaña al reino de Francia, que no se culminó de iure hasta 1532.
En el bando "feudal" o "noble" militaron príncipes como los duques Renato II de Lorena, Francisco II de Bretaña, Luis II de Orleans (futuro Luis XII de Francia), Juan IV de Chalon-Arlay (príncipe de Orange), Carlos II de Albret (conde y señor de Albret), Carlos de Orleans (conde de Angulema). Odet de Aydie (bastardo de Armagnac, conde de Comminges y gobernador de Guyena), y Felipe de Comminges, sostuvieron la revuelta en sus dominios. También intervinieron los enemigos externos de la monarquía francesa de los Valois: los Tudor de Inglaterra —Enrique VII, que acababa de imponerse a los York en la guerra de las Dos Rosas—, los Habsburgo —Federico III, archiduque de Austria y emperador del Sacro Imperio, cuyo hijo Maximiliano era duque viudo de Borgoña, ya que la duquesa María de Borgoña había muerto en 1482— y los Trastámara de las coronas de Aragón y Castilla reunidas con los Reyes Católicos —desde 1482 implicados en la guerra de Granada.

## Nombre y extensión
La despectiva expresión «Guerra loca» que designa esta lucha de los principales señores feudales contra el poder real central fue acuñada por el historiador  Paulus Æmilius Veronensis (Paul Émile) en su Histoire des faicts, gestes et conquestes des roys de France, publicada en 1581. que la veía asimismo como una «empresa sin futuro».
Hay cierta controversia sobre la medida en que los eventos pueden definirse como una única guerra. Siguió a una larga sucesión de conflictos entre la realeza y los grandes señores del reino en la segunda mitad del siglo XV, posterior a la formación de la Ligue du Bien public. Como parte de esas luchas de poder, en 1484-1485, Luis II de Orleans, apoyado por Francisco II de Bretaña y un cierto número de señores, intentó deponer a la regente, Ana de Beaujeu. Principalmente mediante una mezcla de diplomacia y demostraciones de fuerza logró Ana sofocar la revuelta sin dar una batalla importante. El 2 de noviembre de 1485, la paz de Bourges suspendió las hostilidades. Según algunos historiadores, eso puso fin a la primera fase de la «Guerra Loca».
La segunda fase del conflicto, desde junio de 1486 hasta noviembre de 1488, se denomina a veces «Guerra de Bretaña». Otros comentaristas, ante todo nacionalistas bretones, distinguen esta segunda fase de la primera, convirtiéndola en una guerra franco-bretona (1489-1491), o incluso en una «guerra de fin de la independencia de Bretaña», a veces conectándola con la anterior guerra de sucesión bretona (1341-1364) que se libró en el contexto general de la guerra de los Cien Años.

## Desarrollo

### Primera fase y paz de Bourges
Desde la muerte de Luis XI, Luis II de Orleans había intentado imponerse como regente de Carlos VIII, pero fracasó en los Estados Generales celebrados en Tours (del 15 de enero al 11 de marzo de 1484). En abril Luis de Orleans marchó a Bretaña para reunirse con el duque. También envió al papa una demanda de anulación de su matrimonio que le permitiera casarse con Ana de Bretaña. Informados de ello, los regentes Beaujeu apresuraron la consagración del joven rey en Reims (30 de mayo). 
Luis de Orleans firmó el 23 de noviembre un tratado con el duque de Bretaña, que preveía su matrimonio con Ana de Bretaña. De vuelta en la corte, el duque de Orleans intentó apresar al rey, pero la regente, advertida, lo impidió irrumpiendo a la fuerza en la cámara real, arrestando a algunos señores de la guardia real y recluyendo al duque de Orleans en Gien.
El 17 de enero de 1485, el duque intentó salir hacia París, pero no pudo. Consiguió escapar a Alençon el 3 de febrero, y el 12 de marzo se sometió a una amende honorable (una pena consistente en el reconocimiento público de una falta, pidiendo perdón a Dios y a los hombres). Tropas reales emplazadas en Évreux le impidieron llegar a Bretaña, quedando atascado en Orleans. Al mismo tiempo se sublevó la nobleza bretona, pero las tropas reales reestablecieron el orden.
El 30 de agosto, Luis de Orleans lanzó un manifiesto contra la regencia. El ejército real avanzó hacia Orléans y Luis se escapó a Beaugency, de donde fue desalojado por el joven Luis II de La Trémoille en septiembre. El 9 de agosto, Francisco II de Bretaña consintió en firmar una tregua de un año en la paz de Bourges (2 de noviembre de 1485).

### Reanudación de las hostilidades

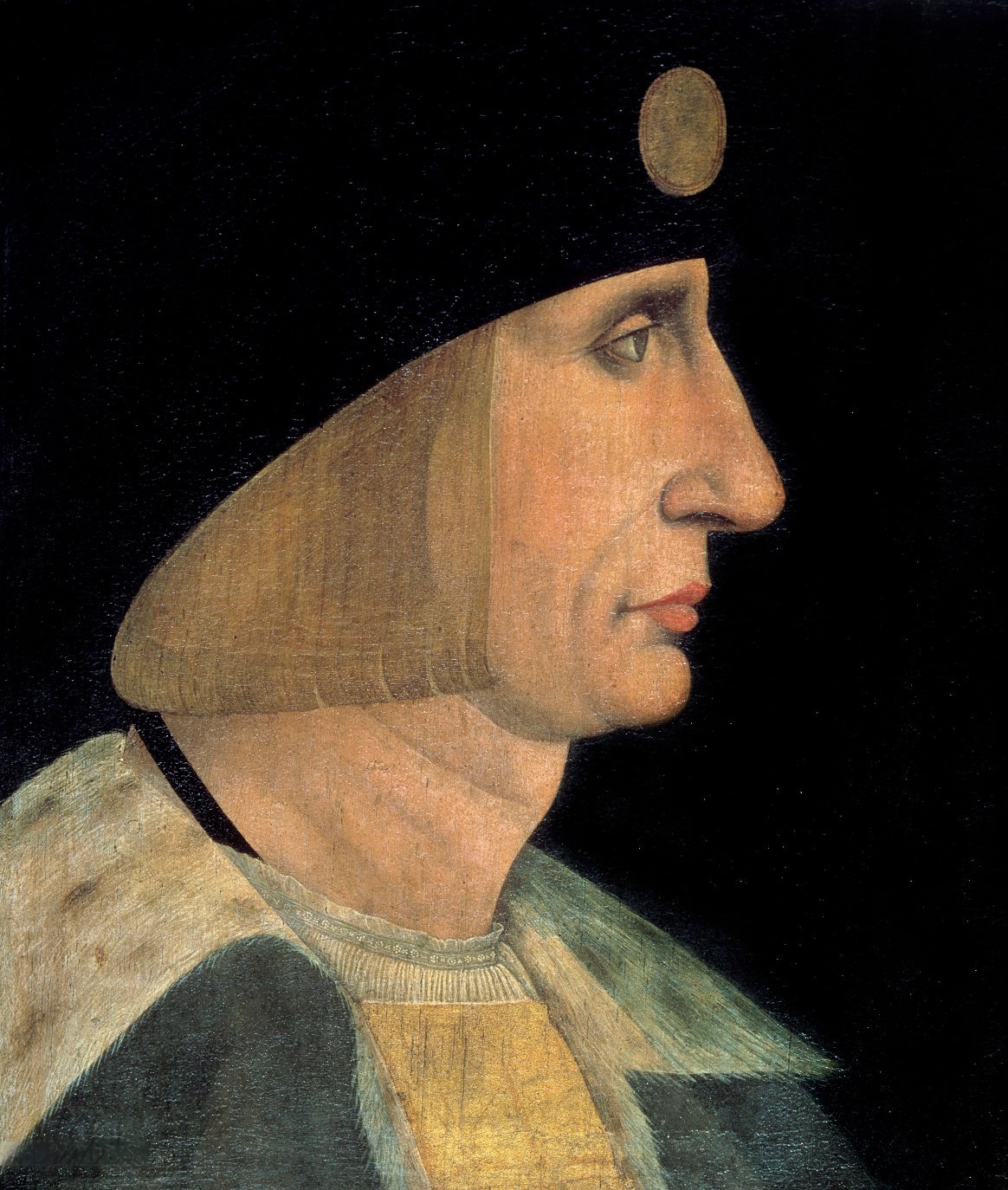
Luis II de Orleans

Al final de la tregua se reanudó la revuelta. En junio de 1486, Maximiliano de Austria había invadido el norte de Francia, siendo derrotado y rechazado; en noviembre, fue Francisco de Dunois quien se apoderó del castillo de Parthenay. El 11 de enero de 1487, Luis de Orleans se fugó del castillo de Blois y, perseguido por los arqueros reales, se refugió de nuevo en Bretaña. El ejército real salió de Tours a principios de febrero y comenzó su ofensiva en dirección suroeste. El 7 de marzo estaba en Burdeos, y Odet de Aydie (Lescun), gobernador de Guyena, fue cesado y reemplazado por el regente Pedro II de Borbón (Pedro de Beaujeu). 
El ejército real salió de Burdeos el día 15 para tomar Parthenay el día 30, y Dunois consiguió unirse a Luis de Orleans en Nantes. El ejército real se dirigía a Bretaña. Con el tratado de Châteaubriant, la nobleza bretona llegó a un acuerdo con el rey: el duque no sería amenazado por el ejército real, que abandonaría Bretaña tras la captura de los dos príncipes rebeldes. Al norte, el mariscal Philippe de Crèvecœur d'Esquerdes (o Des Querdes) derrotó brillantemente a Maximiliano de Austria, que acababa de ser elegido «rey de romanos». Al sur, el señor de Candale derrotó a Alano de Albret en la batalla de Nontron; Alano quería reunirse con los rebeldes del norte, pero fue obligado a liberar a los rehenes. En Bretaña, los opuestos al duque bretón, dirigidos por el vizconde de Rohan (Jean II de Rohan), se aliaron con el partido real, controlando el norte del ducado y tomando Ploërmel.

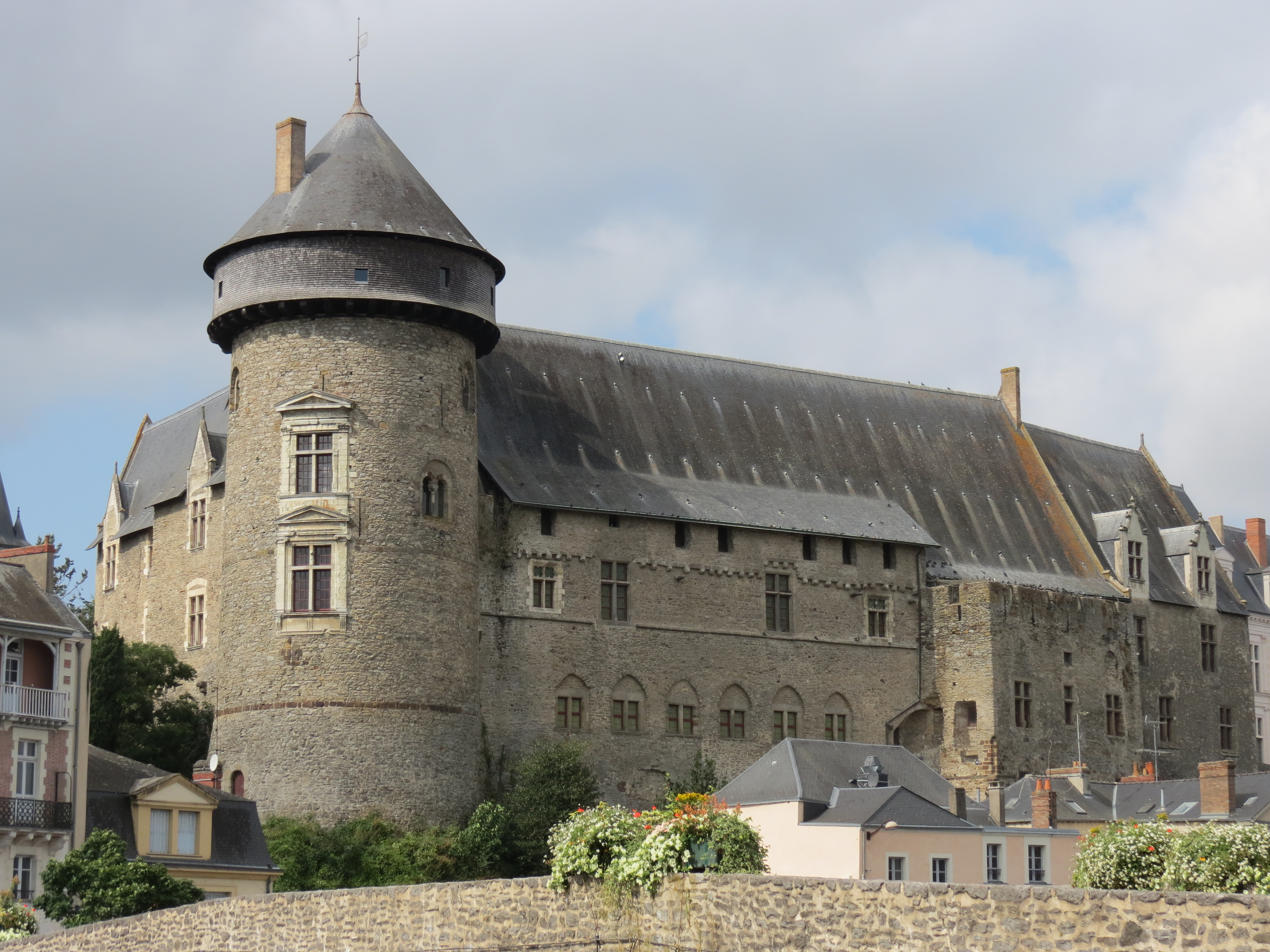
El castillo de Laval, con su donjon circular.

Tras haber estado en Château-Gontier desde abril de 1487, el 4 de mayo Carlos VIII llegó al castillo de Laval. Allí quedó bajo la dirección de la regente Ana de Beaujeu, que dirigía desde esa ciudad las operaciones de la guerra contra el duque de Bretaña. La corte de Francia hizo allí una primera estancia de cinco semanas. El rey y la regente se dirigieron entonces hacia Ancenis. Las tropas que se reunieron con el ejército real (especialmente las de un capitán de nombre Bonestoc, que comandaba una compañía compuesta de normandos y picardos) eran soldados poco disciplinados, y se establecieron en el faubourg de Pont-de-Mayenne de Laval (donde el poeta y cronista local Guillaume Le Doyen dejó testimonio del pillaje del que fue víctima esa población). y por el derecho del más fuerte se hicieron albergar por los habitantes.

### Entrada del ejército real en Bretaña

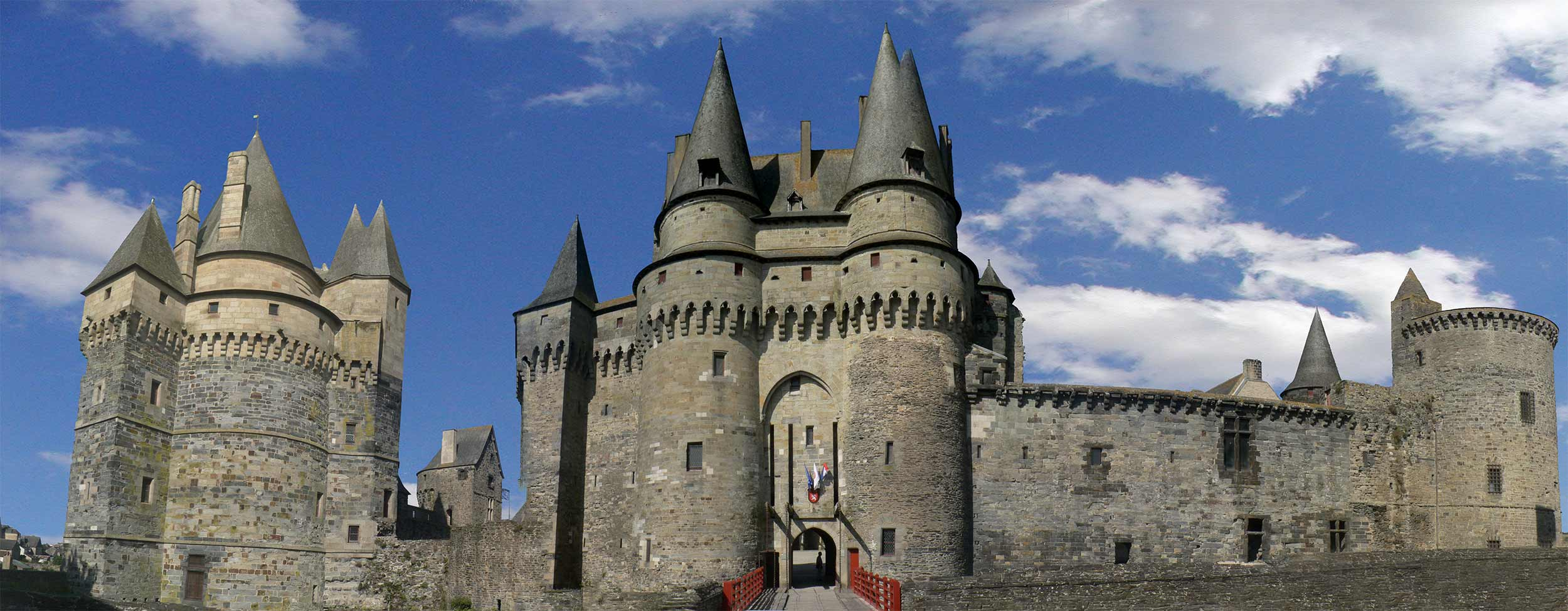
El castillo de Vitré, una de las principales fortificaciones en la frontera franco-bretona

Al final del mes de mayo de 1487, un ejército real de 15 000 hombres entró en Bretaña. El ejército ducal se concentró en torno a Malestroit. Contaba con 600 lanzas y unos 16 000 infantes, entre los que había muchos campesinos. El avance de las tropas francesas fue fulgurante: Ancenis, Châteaubriant, La Guerche y Redon se rindieron. Plöermel intentó resistir, pero cayó tras de 3 días siendo sometida a fuego artillero (1 de junio). Las malas noticias intensificaron las divergencias políticas entre los nobles bretones, y el ejército ducal se dispersó. Reducido a 4000 hombres,  fue incapaz de socorrer Plöermel. Francisco II huyó a la ciudad de Vannes, y de allí a Nantes, antes de que Vannes fuera también ocupada.
En Nantes se organizó la defensa y el 19 de junio las tropas reales pusieron sitio a la ciudad. El asedio se eternizaba ante la eficacia de la defensa y la fidelidad de los habitantes ayudados por los mercenarios extranjeros, que recibieron el decisivo apoyo de fuerzas procedentes de las regiones bretonas de Cornualles y León, que desembarcaron en Nantes rompiendo el asedio. Ante el fracaso, el 6 de agosto se levantó el asedio. El rey de Francia consiguió liberar Vitré el 1 de septiembre, mientras su ejército tomaba Saint-Aubin-du-Cormier el día 10, y después Dol-de-Bretagne. A comienzos de 1488, la mayoría de las plazas bretonas habían sido retomadas por el ejército ducal. Únicamente Clisson, La Guerche, Dol, Saint-Aubin-du-Cormier y Vitré permanecían en poder del ejército real.
El 20 de enero de 1488 los duques de Orleans y de Bretaña fueron declarados rebeldes por el Parlamento de París: ellos y sus cómplices ya no serían considerados como vasallos rebeldes, sino como reos culpables de lesa majestad. En la primavera, el duque de Orleans retomó en nombre de su aliado Vannes, Auray y Ploërmel. El vizconde de Rohan fue forzado a capitular.
El 24 de abril siguiente se emitió una orden de confiscación de todos los bienes de Luis de Orleans. Alano de Albret obtuvo un subsidio de la corte castellana y llegó a Bretaña con 5000 hombres. Maximiliano de Austria le envió también 1500 hombres. Mientras La Trémoille reunía a sus fuerzas en las fronteras del ducado, Lord Scales desembarcó con 700 arqueros ingleses, todos voluntarios. Pero mientras que el «rey de romanos» estaba ocupado en una rebelión en Flandes, sostenida por el mariscal d'Esquerdes, los apoyos del duque de Bretaña discutían por la mano de Ana de Bretaña, a la que aspiraban varios de ellos: Luis de Orleans, Alano de Albret y Maximiliano de Austria.

### Campaña de 1488 y paz de Verger

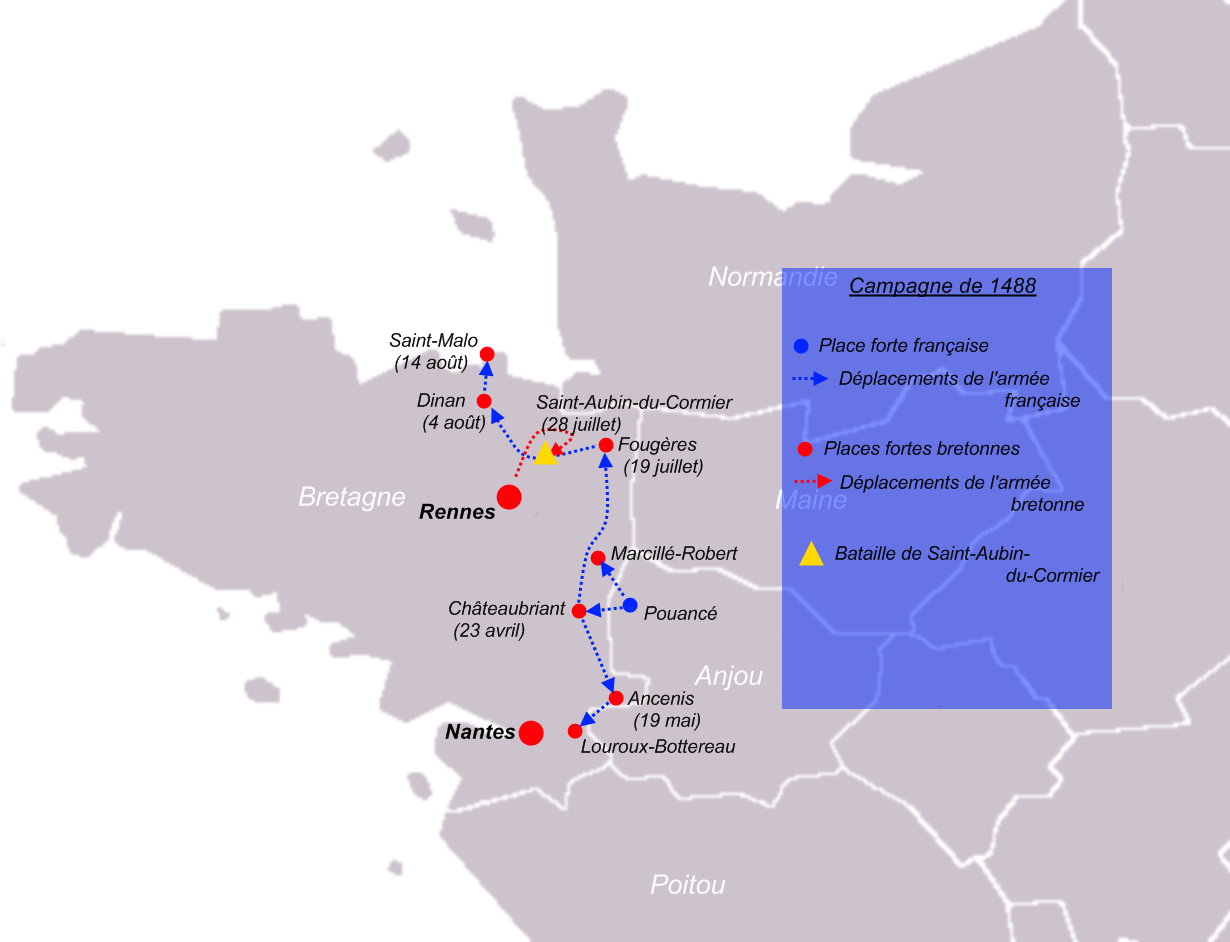
Campaña de 1488.

Las hostilidades se reiniciaron a finales de marzo de 1488. Reunidos en Pouancé, La Trémoille y el ejército real, con 15 000 hombres, tomaron fácilmente Marcillé-Robert el 28 de marzo. El 7 de abril, Francisco II ordenó la concentración de las tropas ducales en Rennes. El 15 de abril, el ejército real puso sitio a Châteaubriant, que cayó 8 días más tarde. La Trémoille se dirigió entonces hacia Ancenis, a la que puso sitio la noche del 12 al 13. La ciudad cayó el 19 de mayo ante la artillería francesa. Al tiempo que comenzaban las negociaciones con el duque de Bretaña, que intentaba obtener una tregua, La Trémoille alcanzó Louroux-Bottereau, que cayó fácilmente.
El 1 de junio se decidió una tregua por el tiempo que durasen las negociaciones, tregua que resultó provechosa para el ejército real, cuyas tropas continuaron movilizadas a lo largo de la frontera, mientras que los nobles y campesinos bretones se recogían en sus casas. La Trémoille anticipó el fin de la tregua, y desde el 17 de junio puso en marcha su ejército hacia su siguiente objetivo, Fougères. La ruptura de las conversaciones el 9 de julio precipitó la derrota ducal, puesto que mientras que su ejército debía reconstruirse, el real ya pudo sitiar Fougères el día 12. La ciudad pasaba por ser una de las mejor defendidas, con una guarnición de dos a tres mil hombres. Para mediados de julio el ejército ducal ya estaba reunido, pero ya era demasiado tarde para acudir en ayuda de Fougères, que había capitulado el 19 de mayo, tras una semana de sitio bajo el fuego de la poderosa artillería real.
El ejército real se dirigió hacia la ciudad de Dinan, mientras que el de Jean IV de Rieux, que se había puesto en marcha con la esperanza de ayudar a Fougères, vacilaba sobre librar una batalla campal. Eso ocurrió finalmente el 28 de julio, en la batalla de Saint-Aubin-du-Cormier. Como consecuencia de la derrota ducal, Dinan capituló a comienzos de agosto, pero Rennes decidió resistir. La Trémoille, queriendo evitar un sitio largo e incierto como el de Nantes, prefirió evitar Rennes y presentarse en Saint-Malo que capituló el 14 de agosto.
El 20 de agosto se decidió la paz en el Anjou. El tratado de Verger comprometió a Bretaña sobre diversos puntos, sobre todo la promesa del duque de que no casaria a sus hijas sin el consentimiento del rey de Francia.
El duque de Bretaña Francisco II murió el 9 de septiembre de 1488 a causa de una caída del caballo, dejando una Bretaña endeudada, al albur de la guerra franco-bretona (1489-1491) que la devastó durante otros dos años más. Su hija Ana de Bretaña fue proclamada duquesa en enero del año siguiente y se convirtió en el premio de las ambiciones de los miembros de su entorno y de la propia regente francesa. Se concedió una amnistía a Lescun, Dunois, y a la mayoría de los vencidos. Luis de Orléans fue confinado en una fortaleza, y más tarde perdonado por Carlos VIII, su primo segundo, cuando el rey alcanzó la mayoría de edad, tres años más tarde.
Las hostilidades se reanudaron siendo apoyados los bretones por los Reyes Católicos, Maximiliano de Habsburgo y Enrique VII de Inglaterra. En los años siguientes, La Trémoille, una vez más el teniente general, ocupó casi todo el ducado. En mayo de 1491 rindió la ciudad de Rennes recibiendo las llaves de la ciudad de Ana de Bretaña y poniendo fin a la guerra loca. Ana de Beaujeu obtuvo el compromiso matrimonial de Carlos VIII con Ana de Bretaña, aunque para lograrlo hubo que renicar al enlace con Margarita de Austria y romper el Tratado de Arras.